# Municipio Pánuco (Zacatecas)
Koordinaten: 22° 54′ N, 102° 33′ W
Pánuco ist ein Municipio im mexikanischen Bundesstaat Zacatecas. Das Municipio umfasst eine Fläche von 587,6 km². Im Jahr 2010 hatte Pánuco eine Bevölkerung von 16.875 Einwohnern. Verwaltungssitz des Municipios ist das gleichnamige Pánuco, größter Ort im Municipio hingegen Pozo de Gamboa.

## Geographie
Das Municipio Pánuco liegt zentral im Bundesstaat Zacatecas auf einer Höhe zwischen 1900 m und 2600 m. Es zählt zu knapp zwei Dritteln zur physiographischen Provinz der Mesa del Centro und zu gut einem Drittel zur Sierra Madre Occidental. Das Municipio liegt zur Gänze in der endorheischen hydrographischen Region El Salado. Geologisch wird das Gemeindegebiet von Alluvialboden dominiert (64 %) bei 18 & Porphyr und 9 % Glimmerschiefer. Vorherrschende Bodentypen sind mit 48 % der Gemeindefläche der Kastanozem, mit 24 % der Calcisol und der 17 % Phaeozem. Knapp 70 % der Gemeindefläche werden ackerbaulich genutzt, gut 18 % sind von Gestrüpp bedeckt, etwa 12 % sind Weideland.
Das Municipio Pánuco grenzt an die Municipios Calera, Fresnillo, Villa de Cos, Guadalupe, Vetagrande und Morelos.

## Bevölkerung
Beim Zensus 2010 wurden im Municipio 16.875 Menschen in 4.177 Wohneinheiten gezählt. Davon wurden 185 Personen als Sprecher einer indigenen Sprache registriert, darunter 65 Sprecher des Tepehuano und 61 Sprecher des Nahuatl. Etwa 6,7 % der Bevölkerung waren Analphabeten. 5.805 Einwohner wurden als Erwerbspersonen registriert, wovon ca. 81 % Männer bzw. etwa 2,7 % arbeitslos waren. Etwa 14,6 % der Bevölkerung lebten in extremer Armut.

## Orte
Das Municipio Pánuco umfasst 154 bewohnte localidades, von denen der Hauptort sowie  Pozo de Gamboa und San Antonio del Ciprés vom INEGI als urban klassifiziert sind. Fünf Orte wiesen beim Zensus 2010 eine Einwohnerzahl von über 1000 auf, weitere neun Orte hatten zumindest 100 Einwohner. Die größten Orte sind:
| Ort                    | Einwohner |
| Pozo de Gamboa         | 5221      |
| San Antonio del Ciprés | 3338      |
| Laguna Seca            | 1302      |
| Casa de Cerros         | 1145      |
| Pánuco                 | 1034      |
| San Juan               | 0808      |
| Los Pozos              | 0565      |
| Llano Blanco Norte     | 0562      |